# ليزا وليامز
ليزا وليامز (بالإنجليزية: Lisa Williams)‏ هي كاتِبة وشاعرة أمريكية، ولدت في 1966.